# Luke Cage
Luke Cage, nato col nome di Carl Lucas, è un personaggio dei fumetti creato da Roy Thomas, George Tuska, Archie Goodwin e John Romita Sr., pubblicato da Marvel Comics. La sua prima apparizione avviene in Luke Cage, Hero for Hire (vol. 1) n. 1 (giugno 1972). Gli schizzi preparatori del personaggio ed il costume sono stati ideati da John Romita Sr..
Imprigionato per un crimine che non ha commesso, Carl Lucas si offre volontario per un esperimento che gli conferisce poteri sovrumani e, una volta evaso, cambia nome in Luke Cage decidendo di usare le sue capacità per profitto e diventando un "supereroe mercenario" noto prima come Eroe a pagamento (Hero for Hire) ed in seguito come Power Man. Frequente collaboratore di Pugno d'Acciaio, marito di Jessica Jones e membro di varie formazioni di Vendicatori, Luke Cage è stato il primo personaggio afroamericano dei fumetti Marvel a ottenere una sua serie personale.
Nella classifica stilata nel 2011 da Wizard si è posizionato al 34º posto come più grande eroe della storia dei fumetti, mentre in quella di IGN ha conquistato la 72ª posizione, dopo Wildcat e prima di Jonah Hex.
L'attore Nicolas Cage, notoriamente appassionato di fumetti, ha scelto il suo nome d'arte proprio in onore del personaggio.

## Storia editoriale

### Contesto e ideazione
Il 1972 è un anno fondamentale nella storia del fumetto americano in quanto vede lo storico sorpasso della Marvel Comics nei confronti della rivale DC. Quest'ultima ha dominato il mercato dalla fine della seconda guerra mondiale ma ora si ritrova ad essere superata sia nelle vendite che nell'interesse dei lettori. Altro dato importante è la diffusione del movimento underground comix (precursore del fumetto indipendente) e che pubblica fumetti che includono tematiche più esplicite nel descrivere scene di sesso e violenza. A questo si aggiunge una maggiore libertà creativa ed una attenzione più marcata e critica sui problemi della criminalità e sociopolitici in generale. Alla Marvel, Stan Lee, non più impegnato nel ruolo di scrittore di serie regolari, ma con un ruolo di editore e direttore creativo, decide insieme al suo vice Roy Thomas di iniziare una diversificazione dell'offerta. L'obbiettivo è di lanciare nuove serie e personaggi che riflettano lo spirito e le tendenze del nuovo decennio. Inizia quindi una nuova fase dell'era Marvel che vuole imporre nuovi eroi, differenti e più attuali rispetto a quelli degli anni sessanta quali Fantastici Quattro, Uomo Ragno, Avengers, X-Men. Stan Lee è diversi anni che vorrebbe lanciare una serie con protagonista un supereroe afroamericano. Inizialmente aveva pensato a Pantera Nera, creato insieme a Jack Kirby sulle pagine di Fantastic Four, ma l'idea è stata più volte respinta dal management della casa editrice anche per l'assonanza del nome con il gruppo politico radicale Black Panther, noto per le proteste e le rivendicazioni per i diritti delle persone di colore negli anni sessanta.
Nel 1971 il film a basso budget Shaft ha come protagonista un detective afroamericano alla prese con la criminalità urbana newyorkese. L'opera ottiene un clamoroso successo, incassando 13 milioni di dollari con un budget di appena mezzo milione e contribuisce a salvare la storica casa di produzione MGM dalla bancarotta. Il film origina due sequel e diversi lungometraggi che ne riprendono atmosfere e tematiche. Si partorisce un nuovo genere che il presidente della NAACP Junius Griffin definisce Blaxploitation, derivazione di un termine già diffuso per i film di genere Sexploitation. Il blaxploitaion è caratterizzato da tematiche quali personaggi maschili o femminili dalla forte personalità e di origine afroamericana, ambiente urbano in degrado, un bisogno di giustizia anche per i quartieri più malfamati, attenzione ai problemi sociali delle classi meno abbienti. A questo si aggiunge la volontà di rendere esplicite e realistiche le scene di violenza e di sesso. Stan Lee è favorevolmente colpito dalla popolarità raggiunta da queste opere cinematografiche e interpella Roy Thomas per creare insieme un supereroe afroamericano che si ispiri alle tematiche del nuovo genere e possa imporsi nel panorama fumettistico. Roy Thomas e Stan Lee decidono di rivolgersi ad Archie Goodwin per coinvolgerlo nel progetto. Goodwin infatti aveva già lavorato su diversi personaggi a fumetti afroamericani per i Warren Magazines della casa editrice Warren Publishing. Il design originale di Luke Cage è stato concepito da John Romita Sr. (all'epoca direttore artistico della Marvel), la cintura di catena è stata però voluta dallo stesso Stan Lee in quanto elemento che richiama le origini del personaggio. Il nome Cage viene proposto da Roy Thomas il quale decide di basare i superpoteri del personaggio sul romanzo Gladiator di Philip Wylie, il cui protagonista è invulnerabile ai proiettili e ha una forza superiore alla norma. Rispetto a quest'ultimo non può però compiere grandi balzi ed è comunque vulnerabile alle armi di alto calibro e non convenzionali. Lee e Thomas infatti non vogliono un supereroe troppo forte o invincibile e quindi più umano rispetto a personaggi come La Cosa, Thor o Hulk. La storia d'esordio del personaggio su Luke Cage, Hero for Hire (vol. 1) n. 1, del giugno 1972 è stata scritta da Goodman con i disegni George Tuska. Come inchiostratore e rifinitore viene incaricato Billy Graham, di origini afroamericane. Thomas lo vuole sulla serie per assicurarsi che i tratti somatici dei personaggi di colore fossero realistici e credibili. Nei piani dell'editor della Marvel, lo stesso Graham deve in futuro sostituire George Tuska come disegnatore di Cage. Non è quindi da sottovalutare il suo apporto alla fisionomia e caratterizzazione del personaggio. Le avventure raccontate nella testata del personaggio, il cui titolo è stato cambiato in Luke Cage, Power Man dal numero 17 (febbraio 1974), attirano immediatamente l'attenzione per essere ambientate in una New York più realistica e criminosa rispetto a quella normalmente descritta negli altri albi Marvel del periodo. La serie non rientra tra le hit della casa editrice ma desta comunque un interesse degli autori e degli stessi lettori verso la produzione di albi con protagonisti non necessariamente di origine ed etnia caucasica. La stessa Marvel grazie a Gary Friedrich lancia il titolo di genere western Gunhawks con data di copertina ottobre 1972. I protagonisti sono due pistoleri che combattono le ingiustizie in un periodo successivo alla guerra civile americana. Si tratta di Reno Jones e Kid Cassidy, quest' ultimo di origine afroamericana. Nel 1973 debutta sulla serie Tomb of Dracula uno dei più popolari supereroi afroamericani ovvero Blade the Vampire Hunter. Il personaggio viene creato da Marv Wolman (ai tesi) e Gene Colan (ai disegni). Si tratta di un cacciatore di vampiri che vuole uccidere Dracula e tutta la sua stirpe. Paradossalmente è lui stesso in parte vampiro in quanto la madre è stata morsa quando era incinta. Come per la creazione di Cage anche Wolfman è influenzato dalla Blaxploitation e in particolare dal film Blacula (del 1972), lungometraggio che si inserisce in quel filone ma ripiega sul genere horror-vampiresco. Blade è destinato a raggiungere una grande popolarità tra gli anni novanta e i duemila quando diventa il primo supereroe Marvel a dare il via ad una trilogia di film cinematografici, a partire dal lungometraggio del 1998 con il ruolo del protagonista affidato a Wesley Snipes. Quasi in contemporanea con Blade, debutta su Strange Tales n. 169 (del settembre 1973) un altro personaggio di colore dal nome Brother Voodoo su un'idea di Roy Thomas, anche se il nome definitivo è voluto da Stan Lee che interviene anche sulla creazione di questo nuovo eroe Marvel. Si tratta dello psicologo Jericho Drumm che fa ritorno nella sua terra natia Haiti. Qui si ricongiunge con lo spirito del fratello defunto e, grazie alle arti mistiche del voodoo, si trasforma in Lord Loa e cerca vendetta contro Damballah, il Dio Serpente, colpevole della morte del fratello e nemico dell'umanità. Ormai il personaggio di Luke Cage ha dato l'impulso per la creazione di diversi personaggi afroamericani, dando la possibilità a Stan Lee e Roy Thomas di realizzare un progetto rimasto incompiuto da diversi anni, ovvero una serie dedicata a Pantera Nera. La serie del suo debutto è l'antologica Jungle Action che stava ristampando materiale degli anni quaranta e cinquanta come le storie di Lorna of the Jungle. A partire dal n. 6 (marzo 1969), l'albo viene dedicato alla Pantera Nera e come scrittore viene scelto Don McGregor. Questi osa concepire una storia come Panther's Rage, che risulterà essere la saga più lunga mai realizzata su un supereroe marvel. La storyline si dipana fino al n. 18 (del novembre 1975), coprendo una lunghezza totale di 209 pagine, un'epopea mai vista prima su un personaggio della casa editrice e destinata ad influenzare gli autori successivi. D'ora in poi molti scrittori si sentiranno più liberi di creare storie di supereroi di ampio respiro e con diverse sottotrame da sviluppare in un arco di tempo di diversi anni.

### Pubblicazioni principali
Col calo di popolarità del genere Blaxploitation nella seconda metà degli anni settanta tuttavia, la serie Power Man subisce una notevole diminuzione delle vendite; stessa sorte tocca a Pugno d'acciaio, altro supereroe dalla popolarità derivante dai film di genere, in questo caso i film di arti marziali. Su un'idea del redattore Archie Goodwin e dello sceneggiatore Chris Claremont si decide di ribattezzare la serie Power Man and Iron Fist dal numero 50 (aprile 1978), sebbene il nuovo titolo venga ufficialmente modificato nei crediti solo a partire dal numero 67 (febbraio 1981), incentrandola sul team-up dei due personaggi. Tale manovra si rivela di discreto successo e la testata dedicata al duo si protrae per altri otto anni chiudendo col numero 125 (settembre 1986). All'ultimo sceneggiatore della serie, James Owsley, va inoltre attribuito l'aver allontanato Cage dalle sue radici Blaxploitation dandogli un vocabolario più ampio e riducendo l'uso di frasi tormentone come: «Cristoforo Colombo!» ("Sweet Christmas!" in originale).
Nel 1992 il personaggio ritorna in una serie di venti numeri intitolata semplicemente Cage e interamente scritta da Marcus McLaurin, che ne rimuove completamente i tratti anni settanta con la simbolica distruzione del suo costume originale sulla copertina del primo numero. Gli anni successivi alla chiusura di tale testata, Cage compare come guest star in varie altre serie Marvel nonché nell'antologia Marvel Comics Presents. Da luglio 1997 a gennaio 1999 il personaggio è stato protagonista della serie Heroes for Hire, durata 19 volumi e incentrata sulle vicende della prima formazione degli Eroi in vendita, dopodiché l'autore Brian Michael Bendis, calcandone sempre di più la sua caratterizzazione da "eroe di strada", lo ha usato regolarmente come comparsa nelle serie Alias, Secret War, The Pulse, Daredevil e New Avengers.
Nel 2010, a partire dal numero 144 di Thunderbolts, Luke Cage diviene un personaggio regolare della serie in qualità di leader dell'omonimo gruppo rimanendovi fino al numero 183 (gennaio 2013) anche dopo che la serie viene ribattezzata Dark Avengers. Cage appare inoltre come presenza regolare nel secondo volume di New Avengers.

## Biografia del personaggio

### Origini
Nato ad Harlem, New York, dal detective di polizia James Leonard Lucas Sr. e da sua moglie Esther, Carl, come il fratello maggiore James Jr., viene cresciuto dal padre sotto una ferrea e rigida disciplina ma, per via della sua natura testarda e ribelle, nel corso degli anni ha numerosi attriti col genitore. Desideroso di riscatto per la condizione di estrema povertà in cui vive, da bambino Carl fa amicizia con Willis Stryker e si unisce a una gang: i Rivals, cosa che lo allontana sempre di più dalla famiglia e quando, anni dopo, sua madre viene uccisa per errore da un membro della gang, il padre e il fratello, ritenendolo responsabile, rompono ogni contatto con lui. Segnato da tale esperienza, Carl decide di trovare un lavoro onesto e abbandona il crimine, pur rimanendo molto amico di Stryker, che invece continua a perseguire la carriera criminale inimicandosi il Maggia. Tempo dopo i due amici si innamorano della stessa donna, Reva Connors, che finisce per scegliere Carl in quanto spaventata dai legami malavitosi di Stryker, il quale, furioso, nasconde dell'eroina nell'appartamento dell'ex-amico e fa una soffiata alla polizia portando alla sua incarcerazione.
Poco dopo, in prigione, Carl viene a sapere della morte di Reva a causa di un proiettile destinato a Stryker in un regolamento tra bande e, in preda alla rabbia, si fa coinvolgere in numerose risse e tenta più volte l'evasione venendo infine trasferito per cattiva condotta al carcere di Seagate (Seagate Prison) in Georgia, dove diviene la vittima prediletta dei secondini razzisti Albert "Billy Bob" Rackham e William Quirt. Tempo dopo, il giovane detenuto viene avvicinato dal dottor Noah Burstein, che gli propone di partecipare a un esperimento per stimolare la rigenerazione delle cellule umane e rallentare l'invecchiamento promettendo in cambio di rendergli la libertà. Carl accetta l'accordo ma, durante l'esperimento, "Billy Bob" aumenta la potenza delle macchine sperando di ucciderlo, cosa che gli fa invece ottenere una forza sovrumana e una pelle impenetrabile; poteri grazie a cui evade divenendo un fuggitivo.

### Eroe a pagamento
Fatto ritorno a New York, per nascondersi dalla polizia Carl Lucas cambia nome in "Luke Cage" e affronta Stryker, nel frattempo divenuto il supercriminale trafficante di droga Diamondback, in una battaglia che vede la morte di quest'ultimo a seguito di un'esplosione. Ottenuta l'agognata vendetta, per sbarcare il lunario, Cage decide di usare i suoi poteri facendo pagare le sue prestazioni e, sotto l'occhio vigile del dottor Burstein (custode del suo segreto) e della sua assistente Claire Temple (con cui ha una lunga e travagliata relazione), inizia la sua carriera di "Eroe a pagamento" affrontando sia criminali convenzionali che dotati di superpoteri e facendo amicizia con diversi supereroi, tra cui i Fantastici Quattro, l'Uomo Ragno e Iron Man e, dopo aver sconfitto il criminale Erik Josten si aggiudica ufficialmente il nome di battaglia "Power Man", di cui comunque si serve per poco.
Contemporaneamente inizia a collaborare coi Difensori sotto pagamento mensile da parte del ricco Nottolone, tuttavia, dopo aver aiutato il team ad affrontare la Squadra Distruttrice, i Figli del Serpente, l'Uomo Pianta, l'Anguilla, il Porcospino, Nebulon e gli Emissari del male, Cage, sentendosi fuori posto nelle spesso bizzarre avventure del gruppo, decide di ritirarsi.
Qualche tempo dopo un criminale prende in ostaggio il dottor Burstein e Claire Temple e, incentivando ulteriormente Cage con la promessa di fornire alle autorità le prove della sua innocenza oltre a liberare i due, lo costringe a rapire la detective Misty Knight, cosa che lo porta a scontrarsi con Pugno d'acciaio il quale, dopo le iniziali divergenze, decide di aiutarlo a liberare i suoi amici, sconfiggere il criminale e recuperare le prove così che finalmente riesca a ripulire la sua fedina penale. Dopo tale collaborazione, Luke Cage (che intanto cambia legalmente nome) e Pugno d'acciaio decidono di diventare soci. I due, nonostante le numerose divergenze, danno vita a uno dei sodalizi più solidi tra gli eroi Marvel, tanto da considerarsi entrambi come fratelli.
Durante questo periodo la relazione tra Cage e Claire finisce e l'eroe mercenario inizia a frequentare la modella Harmony Young, inoltre conosce l'ex-supereroina Jessica Jones da cui si sente subito attratto pur mantenendo per anni un semplice rapporto di profonda amicizia. Tempo dopo la Consolidated Conglomerates Inc., malvagia multinazionale avversa a Luke Cage e Pugno d'acciaio, orchestra l'apparente morte di quest'ultimo incriminando il suo socio e migliore amico che, furioso e disperato è costretto a darsi nuovamente alla vita del fuggitivo rifugiandosi a Chicago finché non viene prosciolto dalle accuse d'omicidio grazie allo stesso Pugno d'acciaio, miracolosamente sopravvissuto e, dopo aver passato un breve periodo facendo il vigilante nei sobborghi di Chicago con l'aiuto di Dakota North affrontando tra l'altro il fratello James Jr., divenuto il supercriminale Coldfire, Cage fa ritorno a New York per investigare sull'omicidio di Harmony Young tornando poi a lavorare con Pugno d'acciaio fondando il gruppo degli Eroi in vendita.
Luke Cage è inoltre uno dei supereroi arruolati da Nick Fury per la sua guerra segreta contro Latveria.

### Nuovi Vendicatori
Qualche tempo dopo Luke, divenuto membro dei Nuovi Vendicatori, tenta di riappacificarsi col padre facendolo rintracciare dall'amica Jessica Jones, che nel frattempo ha aperto la Alias Investigations, scopre così che l'uomo si è risposato e non vuole vederlo poiché, nonostante tutto, lo considera ancora un criminale. L'esperienza, pur amareggiandolo molto, porta Luke a stringere ulteriormente il suo rapporto con Jessica. I due, avvicinatisi sempre di più passano perfino una notte insieme e l'ex-supereroina arriva addirittura a confidarsi con lui riguardo al trauma provocatole dall'Uomo Porpora.
Tempo dopo i due si confessano i reciproci sentimenti e, quando Jessica rivela di aspettare un bambino da Cage, decidono di andare a convivere ad Harlem; successivamente alla nascita della figlia, che decidono di chiamare Danielle in onore del loro amico fraterno Danny Rand (Pugno d'acciaio), Luke e Jessica si sposano.

### Civil War
Durante la guerra civile dei superumani, Luke e Jessica si confrontano con Iron Man e Ms. Marvel rendendo chiara la loro intenzione di non registrarsi, tanto che Cage paragona l'Atto di Registrazione allo schiavismo. Mentre sua moglie emigra in Canada assieme alla bambina per tenerla dunque al sicuro, Cage resta a New York per unirsi agli eroi non registrati. Dopo l'arresto di Capitan America, Jessica ritorna in patria con la bambina e si ricongiunge a Cage che, non volendo arrendersi alla registrazione, decide di rimanere in clandestinità mettendosi a capo dei Nuovi Vendicatori.
Dopo che i Nuovi Vendicatori scoprono l'invasione segreta degli Skrull e subiscono un attacco da parte della banda criminale di Hood, Jessica, preoccupata per l'incolumità della figlia, decide di registrarsi chiedendo asilo presso la Stark Tower. Luke, contrariato, cerca di convincerla a tornare ma non viene ascoltato e, dunque, nel momento in cui i due si uniscono agli altri eroi nello scontro finale contro le forze Skrull nel centro di New York, la piccola Danielle viene affidata alle cure di Jarvis, che si rivela essere un impostore Skrull e la rapisce, facendo precipitare la coppia nello sconforto e nella disperazione.

### Dark Reign
Quando, terminata l'invasione, il governo statunitense nomina Norman Osborn capo della sicurezza mondiale, Cage è costretto ad allearsi con lui per ritrovare sua figlia promettendo, in un secondo momento, di entrare negli Oscuri Vendicatori. Dopo il recupero della bambina però, Luke elude la clausola del criminale e fugge ricongiungendosi alla moglie e riunendo la sua famiglia con cui poi si trasferisce in una delle case sicure di Capitan America tornando a guidare i Nuovi Vendicatori per fare da contraltare al regno oscuro di Osborn.
Successivamente a un nuovo scontro con Hood, Cage ha un attacco cardiaco ed è costretto a consegnarsi a Osborn in quanto unico in possesso della tecnologia necessaria a curarlo ma, una volta guarito, viene soccorso e portato al sicuro dalla moglie e dai suoi più cari amici Pugno d'acciaio, Devil, Misty Knight e il Dottor Strange.

### Età degli eroi
Dopo la caduta di Osborn, la nomina di Steve Rogers come suo sostituto e la cessazione delle ostilità tra le varie fazioni di eroi, Cage si mette per un po' alla guida dei nuovi Thunderbolts assieme a John Walker, dopodiché Stark gli vende al prezzo simbolico di un dollaro la vecchia base dei Vendicatori, appena ristrutturata, affinché la usi come base per una nuova squadra in cui, dopo aver assunto Squirrel Girl come babysitter di Danielle, decide di prendere parte attivamente anche sua moglie Jessica, col nome di battaglia di "Power Woman". Assieme a tale formazione dei Nuovi Vendicatori Luke contribuisce a contenere la crisi di "Spider-Island" nonché a soccorrere Scarlet dal Dottor Destino a Latveria dopodiché, lui e la moglie decidono di ritirarsi anteponendo l'incolumità della figlia alla loro lotta al crimine.
Tempo dopo tuttavia, sia Luke che Jessica tornano attivi nella nuova formazione dei Potenti Vendicatori.

### Nuovissimo Universo Marvel
In seguito alla distruzione e rinascita del multiverso Luke Cage e Pugno d'acciaio tornano a lavorare insieme, ricostituendo il duo originario degli Eroi in vendita per affrontare Black Mariah e la loro ex-alleata White Jennie.

## Poteri e abilità
Luke Cage è dotato di una pelle virtualmente impenetrabile, in grado di resistere a proiettili, alte temperature, impatti o colpi di forza sovrumana, esplosioni e perfino ai raggi repulsori di Iron Man; tuttavia le radiazioni possono fonderla e l'adamantio è in grado di lacerarla. Cage dispone inoltre di una forza sovrumana che, sebbene sia inferiore a quella della Cosa, di Thor o di Hulk, rimane tra le più rilevanti dell'Universo Marvel: inizialmente in grado di sollevare senza il minimo sforzo fino a 25 t, grazie a un processo mistico del Dottor Strange la sua forza è stata ulteriormente incrementata permettendogli di sollevare, sempre senza sforzo, anche più di 75 t. Cage è in grado di lanciare in aria automobili con una mano sola, far tremare il terreno colpendolo ripetutamente e abbattere pareti senza sforzo. Tali capacità sono state incrementate nuovamente tramite una seconda esposizione al processo potenziante di Burstein.
Oltre ad avere una forza e una resistenza sovrumana, Cage è dotato di notevole agilità, invecchiamento rallentato e guarigione accelerata, inoltre, grazie al periodo passato in una gang e in prigione, nonché agli intensi allenamenti con Pugno d'acciaio, è diventato estremamente abile nel combattimento corpo a corpo.

## Altre versioni

### Exiles
Sulla testata Exiles ha fatto la sua apparizione una versione alternativa di Luke Cage proveniente dalla Terra-8545 e chiamato Power Fist, tale versione oltre a essere un'unione tra Cage e Pugno d'acciaio è il leader dei Vendicatori del suo mondo. Accompagna gli Exiles nella realtà dei Vi-Locks e, in seguito, si trasferisce nella dimensione di Quentin Quire.

### House of M
Nella realtà di House of M, Luke Cage è a capo del movimento di resistenza umano e assieme alla sua compagna, Tigra, si batte per i diritti dei non mutanti. I membri del suddetto gruppo sono Felicia Hardy, Misty Knight, Marc Spector, Clint Barton, Danny Rand, Shang-Chi e Angela del Toro e, dato il loro impegno nel vendicare i torti subiti a opera dei mutanti, la comunità umana li definisce "Vendicatori". Luke e la sua gang sono i primi contattati da Wolverine quando, al suo risveglio, si ricorda tutto e, grazie all'aiuto di Layla Miller, sono i primi supereroi a venir risvegliati e a ricordare il mondo reale. Prendono successivamente parte alla battaglia contro la casata di Magneto a Genosha.

### Marvel Noir
Nella serie Luke Cage Noir, Luke Cage è un ex-criminale che, dopo aver passato anni in prigione, si è fatto la reputazione di essere diventato "antiproiettile" e se ne serve per ripulire il suo quartiere dal crimine.

### Marvel Zombi
Nell'universo di Marvel Zombi, Cage è uno dei supereroi contagiati dal virus zombie, a causa del quale la sua invulnerabilità è stata annullata, cosa che gli ha causato la perdita di un braccio; è uno degli zombie che divorano Galactus.

### MAX
Il personaggio è stato trasposto nella serie Marvel MAX Cage scritta da Brian Azzarello, ispirandosi agli spaghetti western di Sergio Leone, e disegnata da Richard Corben. Il supereroe mercenario si trova a fronteggiare da solo tre gang diverse in un degradato quartiere newyorkese poiché ingaggiato da una donna povera, decisa a far punire gli assassini di sua figlia Hope, uccisa da una pallottola vagante durante un regolamento di conti.

### Terra X
Nel futuro alternativo di Terra X, Luke Cage è un anziano poliziotto tra i cui sottoposti figura Peter Parker.

### Ultimate
Nell'universo Ultimate Power Man è un membro dell'improbabile team dei "Difensori", aspiranti supereroi più interessati alla fama che a combattere il crimine. Quando Loki dona a ciascun membro del gruppo dei superpoteri manipolandoli affinché combattano gli Ultimates, Power Man ottiene forza e resistenza sovrumane. Il personaggio non è mai stato chiamato col suo vero nome e, per tanto, non è chiaro se sia di fatto Luke Cage.

## Altri media

### Cinema

#### Progetti non realizzati
- Nel 1992 Quentin Tarantino, fan del personaggio, prese in considerazione l'idea di realizzare un film su Luke Cage subito dopo l'uscita de Le Iene. Tarantino si accordò con Laurence Fishburne per il ruolo da protagonista, ma nonostante l'interesse il film non venne mai realizzato e Tarantino si focalizzò invece su Pulp Fiction[91].

- Un film su Luke Cage distribuito dalla Columbia Pictures era in programma dal 2003 con Ben Ramsey e Avi Arad come produttori[92] e John Singleton come regista. Jamie Foxx[93] e Tyrese Gibson furono presi in considerazione per il ruolo[94], mentre Dwayne Johnson[95], Isaiah Mustafa[96] e Idris Elba[97][98] espressero il loro interesse per la parte. Nel maggio 2013, tuttavia, i diritti del personaggio ritornarono ai Marvel Studios[99].

### Televisione
- Luke Cage compare nella serie animata Super Hero Squad Show assieme a Pugno d'acciaio e Misty Knight.
- Power Man è uno dei personaggi principali di Ultimate Spider-Man. In tale versione tuttavia è un ragazzino adolescente membro della squadra di giovani supereroi monitorati dallo S.H.I.E.L.D. assieme a Spider-Man, Tigre Bianca, Iron Fist e Nova.
- Luke Cage compare in un episodio della serie Avengers - I più potenti eroi della Terra[100].
- Luke Cage compare nell'anime Disk Wars: Avengers.
- Nelle serie televisive Netflix legate al franchise del Marvel Cinematic Universe, Luke Cage è interpretato da Mike Colter.[101] In tale versione è un ex-poliziotto di Savannah, Georgia, incastrato dal fratellastro Willis "Diamondback" Stryker ed imprigionato a Seagate, da cui evade dopo che un esperimento sabotato gli conferisce forza sovrumana e pelle indistruttibile, cambiando nome da Carl Lucas a Luke Cage.
  - In Jessica Jones aiuta la protagonista ad investigare sull'assassino di sua moglie, Kilgrave, e, nonostante l'intesa sentimentale instauratasi tra lui e Jessica, alla fine decide di abbandonare la città.
  - In Luke Cage, dopo gli eventi che l'hanno riguardato in Jessica Jones, il protagonista si dedica a vegliare su Harlem da Cottonmouth e Mariah Stokes, cugini che gestiscono il locale di famiglia divenuto negli anni il più famoso del quartiere, l'Harlem's Paradise. In seguito anche dal ritorno del fratellastro, rancoroso nei confronti di Luke. Con l'aiuto di una reticente Misty Night, Cage riesce a battere il Willis Stryker e farlo incarcerare a costo di essere identificato come Carl Lucas e di conseguenza rispedito a scontare la pena rimasta in carcere.
  - Successivamente compare tra i protagonisti di The Defenders.[102] Scontata la pena a Seagate, Luke viene coinvolto a proteggere New York quando la Mano, l'organizzazione segreta antagonista della miniserie, paga i ragazzi di Harlem per ripulire i luoghi delle stragi orditi dalla setta. Insieme a Danny, Jessica e Matt, rimane in prima linea nella lotta per evitare che la Mano ottenga le ossa di Drago utili a raggiungere l'immortalità.
  - Nella seconda stagione di Luke Cage, ricomincia a proteggere Harlem scontrandosi con la cugina di Cottonmouth, Mariah Stokes Dillard. L'arrivo di John Mclver aka Bushmaster ad Harlem sconvolge l'ordine tra i gangster che si erano spartiti la città. Con l'intento di conquistare il dominio di Harlem, Bushmaster stermina tutti i capi banda attivi e tenta svariate volte di uccidere sia Luke che Mariah. Nel corso della serie, Bushmaster viene messo fuori gioco, Mariah incarcerata e uccisa da sua figlia Tilda, e Luke diventa il proprietario dell'Harlem's Paradise dopo averlo ottenuto tramite il testamento di Mariah.
  - Il personaggio ricompare in un breve cameo all'interno della ultima puntata della terza stagione di Jessica Jones.

### Videogiochi
- Luke Cage è un personaggio giocabile, in tutte le varianti del suo costume in videogioco Marvel: La Grande Alleanza e nel suo sequel Marvel: La Grande Alleanza 2.
- Luke Cage è un personaggio di supporto in Spider-Man: Il regno delle ombre, in cui fa da guida nell'apprendimento di alcune fondamentali tecniche con la ragnatela; inoltre, a seconda delle scelte intraprese dal giocatore nel corso della storia, esclusivamente nelle versioni per PlayStation 2 e PSP, potrà essere infettato da un simbionte e affrontato come boss.
- Luke Cage fa un cameo in Ultimate Marvel vs. Capcom 3.
- Luke Cage è un personaggio giocabile in Marvel Super Hero Squad Online.
- Luke Cage è un personaggio giocabile in Marvel: Avengers Alliance.
- Luke Cage è un personaggio giocabile in Marvel: Sfida dei campioni.
- Luke Cage è un personaggio giocabile nel MMORPG Marvel Heroes[103].
- Luke Cage è un personaggio assemblabile e giocabile in LEGO Marvel Super Heroes e LEGO Marvel's Avengers.
- Luke Cage è un personaggio di supporto in Disney Infinity 2.0: Marvel Super Heroes.
- Luke Cage è un personaggio giocabile in Marvel Future Fight.